# 대니 그린

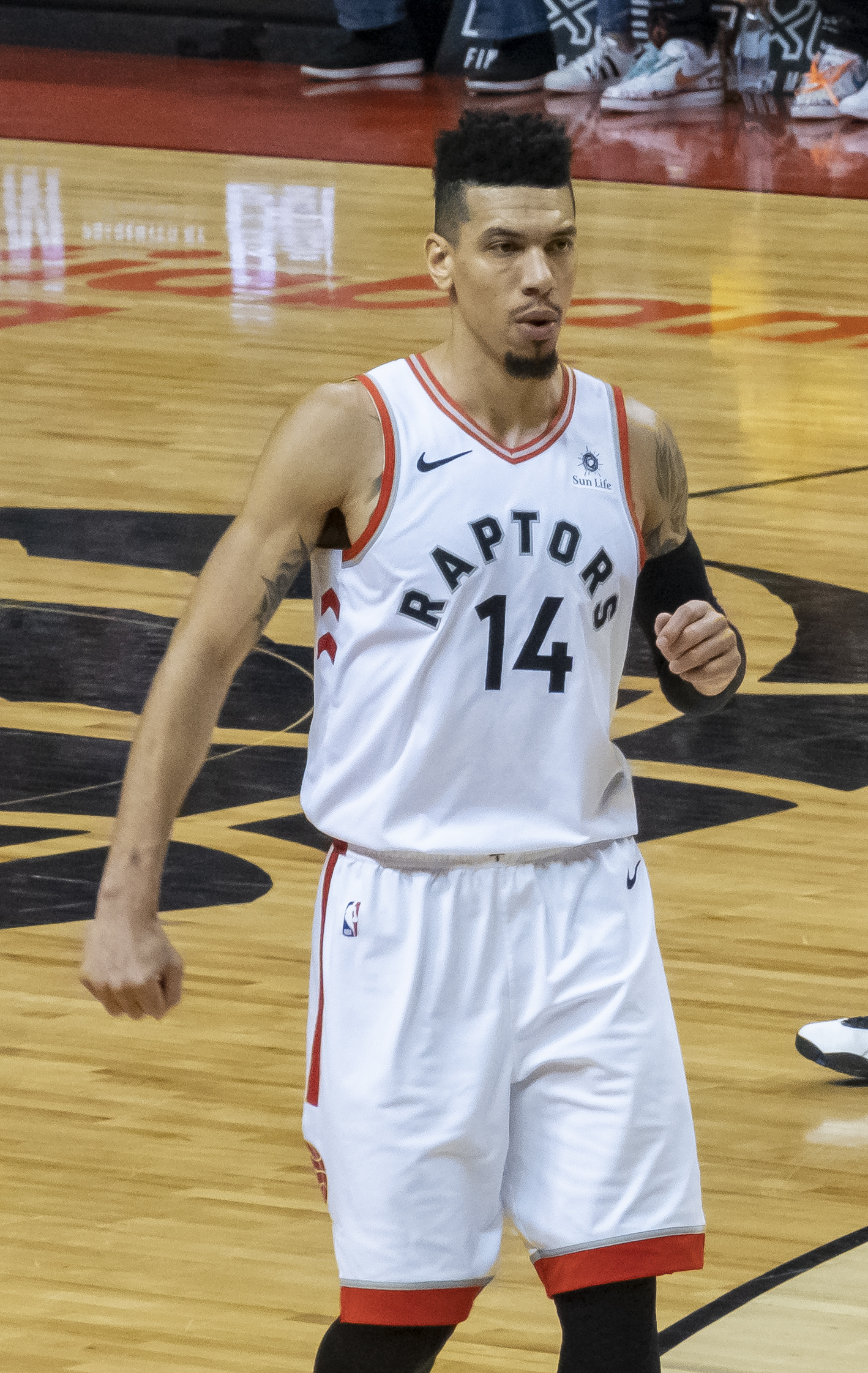

대니 그린(Danny Green, 1987년 6월 22일 ~ )은 미국의 농구 선수이자 미국 프로 농구 NBA 필라델피아 세븐티식서스 선수이다.